# جوزف کدی
جوزف کدی (انگلیسی: Joseph Caddy؛ ۱۸۸۵ – ۸ آوریل ۱۹۴۶) بازیکن فوتبال اهل انگلستان بود.